# Rhinaulax sericans
Rhinaulax sericans är en insektsart som beskrevs av Stal 1856. Rhinaulax sericans ingår i släktet Rhinaulax och familjen spottstritar. Inga underarter finns listade i Catalogue of Life.